# 1928-as Tour de France
Az 1928-as Tour de France volt a 22. francia körverseny. 1928. június 17-e és július 15-e között rendezték. Az előző évben bevezetett szabály szerint a sík szakaszokon csapat időfutam szerűen indultak a versenyzők. Ezzel próbálta a rendezőség segíteni a gyengébb csapatokat. Most 10 perces időkülönbséggel indították a csapatokat. Először indult ausztrál - új-zélandi csapat a Touron, a Rawat Wonder-Dunlop. Nicolas Frantz nyerte ismét a versenyt az elejétől végig vezetve, annak ellenére hogy a 19 szakaszon egy mechanikai hiba miatt kerékpárja tönkrement és egy kisméretű női kerékpáron tette meg a hátralévő távot, 28 perc késéssel.

## Szakaszok
| Szakasz | Időpont    | Végpontok                      | Jellege         | Hossz (km) | Szakaszgyőztes        | Összetett első       |
| ------- | ---------- | ------------------------------ | --------------- | ---------- | --------------------- | -------------------- |
| 1       | június 17. | Párizs – Caen                  | csapat időfutam | 207        | Nicolas Frantz (LUX)  | Nicolas Frantz (LUX) |
| 2       | június 18. | Caen – Cherbourg               | csapat időfutam | 140        | André Leducq (FRA)    | Nicolas Frantz (LUX) |
| 3       | június 19. | Cherbourg – Dinan              | csapat időfutam | 199        | Gaston Rebry (BEL)    | Nicolas Frantz (LUX) |
| 4       | június 20. | Dinan – Brest                  | csapat időfutam | 206        | Pé Verhaegen (BEL)    | Nicolas Frantz (LUX) |
| 5       | június 21. | Brest – Vannes                 | csapat időfutam | 199        | Marcel Bidot (FRA)    | Nicolas Frantz (LUX) |
| 6       | június 22. | Vannes – Les Sables-d’Olonne   | csapat időfutam | 204        | Nicolas Frantz (LUX)  | Nicolas Frantz (LUX) |
| 7       | június 23. | Les Sables d'Olonne – Bordeaux | csapat időfutam | 285        | Victor Fontan (FRA)   | Nicolas Frantz (LUX) |
| 8       | június 24. | Bordeaux – Hendaye             | csapat időfutam | 225        | Maurice Dewaele (BEL) | Nicolas Frantz (LUX) |
| 9       | június 26. | Hendaye – Luchon               | Hegyi szakasz   | 387        | Victor Fontan (FRA)   | Nicolas Frantz (LUX) |
| 10      | június 28. | Luchon – Perpignan             | Hegyi szakasz   | 323        | André Leducq (FRA)    | Nicolas Frantz (LUX) |
| 11      | június 30. | Perpignan – Marseille          | Sík szakasz     | 363        | André Leducq (FRA)    | Nicolas Frantz (LUX) |
| 12      | július 2.  | Marseille – Nice               | Hegyi szakasz   | 330        | Nicolas Frantz (LUX)  | Nicolas Frantz (LUX) |
| 13      | július 4.  | Nice – Grenoble                | Hegyi szakasz   | 333        | Antonin Magne (FRA)   | Nicolas Frantz (LUX) |
| 14      | július 6.  | Grenoble – Evian               | Hegyi szakasz   | 329        | Julien Moineau (FRA)  | Nicolas Frantz (LUX) |
| 15      | július 8.  | Evian – Pontarlier             | csapat időfutam | 213        | Pierre Magne (FRA)    | Nicolas Frantz (LUX) |
| 16      | július 9.  | Pontarlier – Belfort           | csapat időfutam | 119        | André Leducq (FRA)    | Nicolas Frantz (LUX) |
| 17      | július 10. | Belfort – Strasbourg           | csapat időfutam | 145        | Joseph Mauclair (FRA) | Nicolas Frantz (LUX) |
| 18      | július 11. | Strasbourg – Metz              | csapat időfutam | 165        | Nicolas Frantz (LUX)  | Nicolas Frantz (LUX) |
| 19      | július 12. | Metz – Charleville             | csapat időfutam | 159        | Marcel Huot (FRA)     | Nicolas Frantz (LUX) |
| 20      | július 13. | Charleville – Malo-les-Bains   | csapat időfutam | 271        | Maurice Dewaele (BEL) | Nicolas Frantz (LUX) |
| 21      | július 14. | Malo-les-Bains – Dieppe        | csapat időfutam | 234        | Antonin Magne (FRA)   | Nicolas Frantz (LUX) |
| 22      | július 15. | Dieppe – Párizs                | Sík szakasz     | 159        | Nicolas Frantz (LUX)  | Nicolas Frantz (LUX) |

## Végeredmény
|                          | Versenyző        | Csapat          | Idő             |
| ------------------------ | ---------------- | --------------- | --------------- |
| 1                        | Nicolas Frantz   | Alcyon-Dunlop   | 192 óra 48' 58" |
| 2                        | André Leducq     | Alcyon-Dunlop   | +50' 07"        |
| 3                        | Maurice De Waele | Alcyon-Dunlop   | +56' 16"        |
| 4                        | Jan Martens      | Thomann-Dunlop  | +1 óra 19' 18"  |
| 5                        | Julien Vervaecke | Armor-Dunlop    | +1 óra 53' 32"  |
| 6                        | Antonin Magne    | Alleluia-Wolber | +2 óra 14' 02"  |
| 7                        | Victor Fontan    | Elvish-Wolber   | +5 óra 07' 47"  |
| 8                        | Marcel Bidot     | Alleluia-Wolber | +5 óra 18' 28"  |
| 9                        | Marcel Hout      | Alleluia-Wolber | +5 óra 37' 33"  |
| 10                       | Pierre Magne     | Alleluia-Wolber | +5 óra 41' 20"  |
| 142 induló 41 célba érő. |                  |                 |                 |